# Хэй, Чарльз, 16-й граф Кинньюл
Чарльз Уильям Харли Хэй, 16-й граф Кинньюл (Кинньюл) (англ. Charles Hay, 16th Earl of Kinnoull; род. 20 декабря 1962 года) — шотландский наследственный пэр и член палаты лордов Великобритании, занимающий пост председателя Комитета Европейского союза. С 1962 по 2013 год он носил титул учтивости — виконт Дапплин.

## Биография
Родился 20 декабря 1962 года. Единственный сын Уильяма Хэя, 15-го графа Кинньюла (1935—2013), и Гэй Энн Лоусон (1938—2016), дочери сэра Дэниса Лоусона, 1-го баронета (1906—1975).
Виконт Дапплин получил образование в Итонском колледже и изучал химию в Крайст-Черче, Оксфорд. Квалифицированный адвокат, призванный в Коллегию адвокатов в 1990 году (Миддл Темпл) , он работал в страховой компании Hiscox в течение 25 лет. Он также занимается фермерством в Пертшире.
Он сменил своего отца на посту графа Кинноула после смерти последнего 7 июня 2013 года.
Граф Кинньюл был избран в Палату лордов Великобритании на дополнительных выборах наследственных пэров 4 февраля 2015 года после отставки леди Солтон из Абернети.
19 марта 2015 года он выступил со своей первой речью в Палате лордов по докладу Комитета по науке и технологиям. В июне 2015 года он был назначен членом Специального комитета по социальной мобильности. В 2016 году он входил в состав Специального комитета по законопроекту о профсоюзах. В мае 2016 года он был назначен членом Специального комитета по Европейскому союзу, а также Подкомитета по вопросам правосудия . В сентябре 2019 года он стал председателем Комитета Европейского союза и главным заместителем председателя комитетов Палаты лордов , поэтому он покинул Скамьи подсудимых и стал независимым коллегой. Он занимал должность заместителя спикера с тех пор, как стал первым заместителем председателя комитетов.
В июне 2017 года он был повышен в звании до лейтенанта и стал командиром горцев Атолла.
Он был членом Королевской гвардии Шотландии (Королевская рота лучников) с 2000 года.
В январе 2018 года он был назначен заместителем лейтенанта Перта и Кинросса.

## Семья
15 июня 2002 года он женился на Кэтрин Клэр Кроуфорд (род. 26 февраля 1968), дочери окружного судьи Уильяма Гамильтона Кроуфорда и его жены Мэрилин Джин Колвилл. У пары четверо детей:
- Леди Элис Хэй (род. 25 сентября 2003)
- Леди Катриона Хэй (род. 25 сентября 2003)
- Леди Ориол Хэй (род. 15 марта 2007)
- Уильям Хэй, виконт Дапплин (род. 24 июня 2011)

## Благотворительность
Граф Кинньюл является президентом Королевского Каледонского бального фонда, который организует ежегодный бал в пользу шотландских благотворительных организаций. Он является председателем Фонда выживания Красной белки, фонда охраны дикой природы. Он также является председателем Фонда культуры Перта и Кинросса, который управляет музеями и библиотеками.

## Титулатура
- 16-й граф Кинньюл (с 7 июня 2013)
- 16-й виконт Дапплин (с 7 июня 2013)
- 16-й лорд Хэй из Кинфаунса (с 7 июня 2013)
- 9-й барон Хэй из Пидвардайна (с 7 июня 2013)
- 10-й виконт Дапплин (с 7 июня 2013).